# 绵蟹
绵蟹（学名：Dromia dehaani）为绵蟹科绵蟹属的动物。分布于日本、印度尼西亚、印度、亚丁湾、台湾岛以及中国大陆的广东、海南、福建等地，生活环境为海水，多栖息于8-150米水深的泥底或泥沙底。其生存的海拔范围为-150至-8米。